# Nawozy zielone
Nawozy zielone – świeża masa roślinna wprowadzona do gleby w celu podniesienia jej żyzności. Do uprawy na nawóz zielony najlepiej nadają się rośliny motylkowe (np. łubin żółty, seradela, peluszka), uprawiane w plonie głównym lub międzyplonie, które wzbogacają glebę w substancję organiczną i azot, a także w inne składniki pokarmowe. Ich wartość nawozowa zależy od ilości i składu chemicznego przyoranej masy; najlepiej działają na glebach lekkich ubogich w próchnicę. Odpowiednio dobrana mieszanka międzyplonowa równoważy 0,75 wartości nawozowej pełnej dawki obornika.

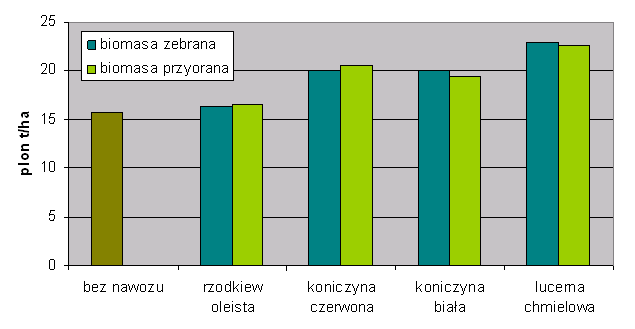
Wpływ międzyplonu użytkowanego w całości jako nawóz zielony (biomasa przyorana) lub po zbiorze zielonki na paszę (biomasa zebrana) na plon ziemniaków wczesnych (według Bogusławskiego, 1981)

## Zalety nawożenia zielonego
- wzbogacają glebę w próchnicę
- poprawiają struktury gleby
- zwiększają aktywność mikrobiogiczną gleby
- wzbogacają glebę w azot (w przypadku roślin motylkowych)
- zmniejszają skutki erozji i wymywanie składników pokarmowych
- zmniejszają zachwaszczenie
- poprawiają zdrowotność roślin dzięki zwiększeniu liczby gatunków w płodozmianie.

## Skuteczność nawozów zielonych
Nawozy zielone dają doraźny wzrost plonu. Ponadto oddziałują dodatnio na plon w kolejnych latach.

## Historia
Nawożenie zielone jest jednym z najstarszych sposobów na zwiększenie żyzności gleby, stosowanym w Indiach i Chinach około trzech tysięcy lat temu, a w Europie już za czasów Cesarstwa rzymskiego. Stosuje się je powszechnie od drugiej połowy XIX w., po odkryciu symbiozy roślin motylkowych z bakteriami brodawkowymi żyjącymi w brodawkach korzeniowych roślin, mającymi zdolność do wiązania azotu z powietrza glebowego.